# Eddie Edwards (Tennisspieler)
Eddie Edwards (* 3. Juli 1956 in Johannesburg) ist ein ehemaliger südafrikanischer Tennisspieler.

## Leben
Edwards studierte an der Pepperdine University, wo er zwischen 1977 und 1980 College Tennis spielte. Er war drei Mal Champion der Southern California Intercollegiate Athletic Conference und wurde 1978 bis 1980 drei Mal in Folge in die Bestenauswahl All-American berufen.
Nach zunächst wenig erfolgreichen Resultaten Ende der 1970er Jahre konnte Edwards an der Seite des US-Amerikaners Craig Edwards 1980 seinen ersten Doppeltitel erringen. Bei diesem Turnier war er auch im Einzel erfolgreich und drang bis ins Halbfinale vor, was gleichsam sein bislang bestes Einzelresultat auf der ATP Tour war. Mit Craig Edwards stand er zudem 1981 im Finale von Adelaide und von Stuttgart. In Adelaide erreichte er zudem im Einzel das Halbfinale. Einen weiteren Achtungserfolg hatte er mit dem Erreichen des Viertelfinales beim Queen’s-Club-Turnier. 1982 begann für ihn recht gut mit der Halbfinalteilnahme in Hilton Head, seine weiteren Resultate auf der ATP Tour dieses Jahres waren jedoch bescheiden. 1983 begann mit dem Doppeltitel in Melbourne, das er mit dem Briten Jonathan Smith gewann. Ebenfalls 1983 stand er neben Danie Visser im Halbfinale bei den Kanada Masters. Mit Visser errang Edwards zudem zwei weitere Doppeltitel; 1984 in Metz sowie 1985 in Bristol. In diesem Jahr standen Edwards und Visser zudem im Finale von Livingston.
Den größten Einzelerfolg auf der ATP Tour feierte Edwards im Dezember 1985 mit dem Titelgewinn beim Rasenturnier in Adelaide. 1986 spielte er erfolgreich mit seinem neuen Doppelpartner Francisco González; sie erreichten in diesem Jahr das Finale von Chicago und Newport. Im Einzel stand er in diesem Jahr als Lokalmatador im Halbfinale seines Heimatturniers in Johannesburg, unterlag jedoch Amos Mansdorf. Im Laufe seiner Karriere konnte er vier Doppeltitel und einen Einzeltitel erringen. Seine höchste Notierung in der Tennisweltrangliste erreichte er 1986 mit Position 42 im Einzel sowie 1988 mit Position 40 im Doppel.
Sein bestes Einzelergebnis bei einem Grand-Slam-Turnier hatte er bei den Wimbledon Championships 1986. Er bezwang auf dem Weg ins Achtelfinale Karel Nováček, Anders Järryd und Jakob Hlasek, scheiterte dann aber am US-Amerikaner Tim Mayotte. In der Doppelkonkurrenz konnte er bei allen vier Grand-Slam-Turnieren Achtungserfolge erzielen: Bei den US Open 1986 erreichte er mit Francisco González das Achtelfinale und bei den French Open 1982 stand er neben Leo Palin im Viertelfinale. Bei den Australian Open 1980 (mit Craig Edwards) und in Wimbledon 1988 (mit Gary Muller) nahm er jeweils am Halbfinale teil. In der Mixed-Konkurrenz spielte er 1987 und 1988 erfolgreich mit Elna Reinach, sie erreichten zweimal in Folge das Achtelfinale von Wimbledon sowie das Viertelfinale der US Open.

## Erfolge
| Legende                                               |
| Grand Slam                                            |
| Tennis Masters Cup                                    |
| ATP Masters Series                                    |
| ATP Championship Series ATP International Series Gold |
| ATP World Series ATP International Series (5)         |
| ATP Challenger Series (3)                             |

| ATP-Titel nach Belag |
| Hartplatz (0)        |
| Sand (1)             |
| Rasen (3)            |
| Teppich (1)          |

### Einzel

#### Turniersiege

##### ATP Tour
| Nr. | Datum             | Turnier  | Belag     | Finalgegner  | Ergebnis |
| --- | ----------------- | -------- | --------- | ------------ | -------- |
| 1.  | 22. Dezember 1985 | Brisbane | Hartplatz | Peter Doohan | 6:2, 6:4 |

##### Challenger Tour
| Nr. | Datum           | Turnier  | Belag     | Finalgegner     | Ergebnis |
| --- | --------------- | -------- | --------- | --------------- | -------- |
| 1.  | 11. Januar 1982 | Perth    | Rasen     | Craig A. Miller | 6:3, 6:2 |
| 2.  | 5. Mai 1985     | Berkeley | Hartplatz | Todd Witsken    | 6:3, 6:4 |

### Doppel

#### Turniersiege

##### ATP Tour
| Nr. | Datum             | Turnier     | Belag   | Partner        | Finalgegner                    | Ergebnis      |
| --- | ----------------- | ----------- | ------- | -------------- | ------------------------------ | ------------- |
| 1.  | 8. September 1980 | Bournemouth | Sand    | Craig Edwards  | Andrew Jarrett Jonathan Smith  | 6:3, 6:7, 8:6 |
| 2.  | 2. Januar 1982    | Melbourne   | Rasen   | Jonathan Smith | Broderick Dyke Wayne Hampson   | 7:6, 6:3      |
| 3.  | 18. März 1984     | Metz        | Teppich | Danie Visser   | Wayne Hampson Wally Masur      | 3:6 6:4 6:2   |
| 4.  | 23. Juni 1985     | Bristol     | Rasen   | Danie Visser   | John Alexander Russell Simpson | 6:4, 7:6      |

##### Challenger Tour
| Nr. | Datum           | Turnier | Belag | Partner       | Finalgegner                | Ergebnis |
| --- | --------------- | ------- | ----- | ------------- | -------------------------- | -------- |
| 1.  | 25. August 1980 | Brüssel | Sand  | Craig Edwards | Doug Adler Chris Johnstone | 6:1, 6:2 |

#### Finalteilnahmen
| Nr. | Datum          | Turnier    | Belag         | Partner            | Finalgegner                 | Ergebnis      |
| --- | -------------- | ---------- | ------------- | ------------------ | --------------------------- | ------------- |
| 1.  | 5. Januar 1981 | Adelaide   | Rasen         | Craig Edwards      | Colin Dibley John James     | 3:6, 4:6      |
| 2.  | 23. März 1981  | Stuttgart  | Hartplatz (i) | Craig Edwards      | Buster Mottram Nick Saviano | 6:3, 1:6, 2:6 |
| 3.  | 28. Juli 1985  | Livingston | Hartplatz     | Danie Visser       | Mike DePalmer Peter Doohan  | 3:6, 4:6      |
| 4.  | 30. März 1986  | Chicago    | Teppich (i)   | Francisco González | Ken Flach Robert Seguso     | 0:6, 5:7      |
| 5.  | 13. Juli 1986  | Newport    | Rasen         | Francisco González | Vijay Amritraj Tim Wilkison | 6:4, 5:7, 5:7 |